# Chorol (Rosja)
Chorol (ros. Хороль) – wieś w Rosji, w Kraju Nadmorskim, ośrodek administracyjny rejonu chorolskiego. W 2010 liczyła 10 860 mieszkańców.